# Ann Reinking
Ann Reinking, née à Seattle le 10 novembre 1949 et morte le 12 décembre 2020, est une actrice, danseuse et chorégraphe américaine. 
Elle était la muse de Bob Fosse et l'une des vedettes de la comédie musicale Chicago pour laquelle elle a gagné un Tony Award.

## Biographie

### Jeunesse et formation
Ann Reinking grandit à Bellevue, dans la banlieue de Seattle ; elle a cinq frères et sœurs. Enfant, elle prend des cours de ballet avec deux anciens membres des Ballets russes et fait ses débuts professionnels, à 12 ans, dans Giselle avec le Royal Ballet anglais en tournée. Elle obtient une bourse de la Fondation Ford pour étudier avec le San Francisco Ballet et prend des cours d'été avec le Joffrey Ballet à la Pacific Lutheran University (en) de Tacoma.

### Carrière
En 1968, à 18 ans, elle s'installe à New York et rejoint le corps de ballet du Radio City Music Hall,. Elle joue dans la tournée nationale d'Un violon sur le toit. Elle fait ses débuts à Broadway à 19 ans dans le cabaret de Kander et Ebb. Après ses débuts dans Cabaret, elle danse dans le chœur de Coco (1969) d'Alan J. Lerner et André Previn, avec Katharine Hepburn dans le rôle de Coco Chanel.
Elle a beaucoup dansé et chanté à Broadway dans des comédies musicales dont elle a été la vedette dans des productions comme Coco (1969), Goodtime Charley (en) (1975), A Chorus Line (1976), Chicago (1977), Dancin' (1978) et Sweet Charity (1986).
En 1996, elle fait un succès de Chicago de John Kander et Fred Ebb, dans laquelle elle remplace Gwen Verdon dans le rôle de Roxie Hart, 20 ans après sa première production. Pour cette reprise, elle remporte le Tony Award de la meilleure chorégraphie. En 2000, pour la production de Fosse au West End theatre, elle remporte l'Olivier Award de la meilleure chorégraphie de théâtre. Elle est également apparue dans les films Que le spectacle commence (All That Jazz) (1979), Annie (1982) et Micki and Maude (1984).
La relation qu'elle a entretenue avec Fosse et Verdon est décrite dans la série Fosse/Verdon (2019) dans laquelle Margaret Qualley joue Reinking, Sam Rockwell Fosse et Michelle Williams Verdon.
Elle a réalisé en 2009 In My Hands, un documentaire sur le syndrome de Marfan, une maladie génétique qui touche son fils Christopher.

### Mort
Elle meurt le 12 décembre 2020 dans son sommeil à Seattle alors qu'elle rendait visite à sa famille,,,.
En guise d'hommage, le Broadway Theater Project (en) a produit un documentaire sur elle nommé The Joy is in the Work.

## Vie privée
Reinking devint la protégée et la compagne romantique de Fosse, même si Fosse était encore légalement marié à Gwen Verdon (bien qu'elle en fût séparée).

## Comédies musicales
- 1965 : Bye Bye Birdie
- 1968 : Fiddler on the Roof
- 1969 : Cabaret
- 1969 : Coco
- 1971 : Wild and Wonderful
- 1972 : Pippin
- 1974 : Over Here! : Maggie
- 1975 : Goodtime Charley (en) : Jeanne d'Arc
- 1975 : Girl Crazy : Molly Gray
- 1976 : A Chorus Line : Cassie Ferguson
- 1977 : Chicago : 	Roxie Hart (replacement)
- 1978 : Dancin'
- 1982 : The Unsinkable Molly Brown : Molly Brown
- 1986 : Sweet Charity : Charity Hope Valentine (replacement)
- 1988 : Pal Joey : Melba Snyder; Chorégraphe
- 1991 : Bye Bye Birdie : Rose Alvarez
- 1992 : Tommy Tune Tonite!
- 1996 : Chicago : Roxie Hart
- 1996 : Applause
- 1999 : Chicago : Roxie Hart (replacement)
- 1999 : Fosse
- 2001 : The Visit
- 2001 : Fosse
- 2003 : The Look of Love
- 2003 : No Strings
- 2004 : Here Lies Jenny
- 2008 : Chicago
- 2011 : An Evening with Patti LuPone and Mandy Patinkin
- 2013 : Chicago
- 2018 : Chicago

## Filmographie partielle

### Au cinéma
- 1978 : Folie Folie (Movie Movie) : Troubles Moran
- 1979 : Que le spectacle commence (All That Jazz) : Kate Jagger
- 1982 : Annie : Grace Farrell
- 1984 : Micki et Maude : Micki Salinger

### À la télévision
- 1995 : Bye Bye Birdie (téléfilm)

## Récompenses et distinctions
| Année | Récompense                 | Catégorie                          | Résultat   | Titre            | Références |
| ----- | -------------------------- | ---------------------------------- | ---------- | ---------------- | ---------- |
| 1974  | Theatre World Award        | Theatre World Award                | Lauréat    | Over Here!       | [ 13 ]     |
| 1974  | Clarence Derwent Award     | Most Promising Female Performer    | Lauréat    | Over Here!       | [ 14 ]     |
| 1974  | Outer Critics Circle Award | Outstanding Actress in a Musical   | Lauréat    | Over Here!       | [ 14 ]     |
| 1975  | Tony Award                 | Best Actress in a Musical          | Nomination | Goodtime Charley | [ 15 ]     |
| 1975  | Drama Desk Award           | Outstanding Actress in a Musical   | Nomination | Goodtime Charley | [ 14 ]     |
| 1978  | Tony Award                 | Best Featured Actress in a Musical | Nomination | Dancin'          | [ 15 ]     |
| 1997  | Tony Award                 | Best Choreography                  | Lauréat    | Chicago          | [ 15 ]     |
| 1997  | Outer Critics Circle Award | Outstanding Choreography           | Lauréat    | Chicago          | [ 16 ]     |
| 1997  | Drama Desk Award           | Outstanding Choreography           | Lauréat    | Chicago          | [ 16 ]     |
| 1997  | Astaire Award              | Best Female Dancer                 | Lauréat    | Chicago          | [ 17 ]     |
| 1997  | Astaire Award              | Best Choreographer                 | Lauréat    | Chicago          | [ 17 ]     |
| 1998  | Laurence Olivier Award     | Best Choreography                  | Nomination | Chicago          | [ 18 ]     |
| 1999  | Tony Award                 | Best Director                      | Nomination | Fosse            | [ 15 ]     |
| 1999  | Outer Critics Circle Award | Outstanding Choreography           | Nomination | Fosse            | [ 14 ]     |
| 1999  | Outer Critics Circle Award | Outstanding Director of a Musical  | Nomination | Fosse            | [ 14 ]     |
| 1999  | Drama Desk Award           | Outstanding Director of a Musical  | Nomination | Fosse            | [ 14 ]     |
| 2001  | Laurence Olivier Award     | Best Choreography                  | Lauréat    | Fosse            | [ 19 ]     |
| 2001  | Helpmann Award             | Best Choreography                  | Lauréat    | Chicago          | [ 20 ]     |